# 陳浩德
陳浩德（英語：Peter Chan Ho Tak，1953年9月21日—），人稱「金曲金童子」，香港男歌手、新界大埔林村原居民、香港藝人高爾夫協會成員。他曾師承歌唱老師秦燕，與香港邵氏影星陳萍為誼姊弟，是香港開最多演唱會的老牌歌手之一，於1972至1975年因〈悲秋風〉、〈囑咐話兒莫嫌煩〉/〈分飛燕〉等歌曲一炮而紅。他在Facebook上有一個名為「陳浩德歌迷會 Chan Ho Tak Fans Club」的專頁，而其歌迷會早於1970年代初出道時已經組成，至今仍然活躍。此外，由於其唱片《分飛燕》和許冠傑的唱片《鐵塔凌雲》同為1972年較早在本地推出的粵語流行曲作品，故此兩人並稱為香港流行音樂創始人。

## 背景

### 外號來源
1972年簽約百代唱片出道之時，陳浩德的髮型與英國歌手奇里夫·李察（Cliff Richard）相似。娛樂記者便給他取了「金曲金童子」的外號。

### 早年生活
陳浩德生於1950年代初的一個客家人小康之家。他由出生到現在都在新界大埔林村居住（曾暫居於大埔墟），為社山村的原居民。父親是該村的前村長。陳浩德童年時常玩蟋蟀和豹虎，又會行山涉水食山棯。他畢業於大埔舊墟公立學校。在校時成績一般，但他喜歡讀書。而陳浩德對音樂的興趣大概始於小學時的音樂科主任對他的教導，還有父親經常聽粵曲。在他小學三年級時，香港電台於週末有一個廣播節目《十大英文歌曲》。他因與朋友一起收聽英文歌曲，又愛估歌曲排行，於是逐漸愛上流行曲。後來他讀佛教大光中學期間接觸不同的西方樂器、聽外國唱片與及到九龍亞皆老街羅馬鋼琴學院報名上鼓樂班。這些活動都令他對流行曲產生濃厚興趣。

### 歌唱事業與經營公司
陳浩德中學畢業後的第一份工作是在麗風唱片（香港分公司）當練習生，負責辦公室的雜務工作，包括清潔、插線等。當時他已經在公司位於旺角油麻地金峰大廈頂樓的員工宿舍兼錄音室組樂隊玩音樂。另外，又到過尖沙咀覺士道香港童軍總會、警察總會等地方配合舞蹈派對演出。之後，麗風唱片的錄音室監製黃啟光得知陳浩德有組樂隊演出的經驗，加上陳浩德把錄音室打掃得乾淨，所以就容許他用錄音室練習音樂。再之後黃啟光帶陳浩德與他的樂隊到EMI公司以新人的身份錄音，於是在與音樂人鍾肇峰的合作下錄了幾首國語及廣東歌。
陳浩德及後找來蘇翁為〈悲秋風〉一曲作詞（歌曲本為原唱者鄭少秋的〈秋風吹謝了春紅〉），而他就去錄音。結果歌曲一推出大受歡迎，時為1972年。此後，該曲一直流行至1975年左右。陳浩德亦開始接連應邀上無綫電視節目《歡樂今宵》演出。接下來推出的〈囑咐話兒莫嫌煩〉也獲得好評。歌曲本由甄秀儀單人主唱，卻因錄音時唱不出好音調而改為陳浩德與甄秀儀的合唱歌。不久，舒雅頌灌錄了同一首歌，並將歌名改為〈分飛燕〉；最後令到歌曲更加受歡迎。
當陳浩德的唱片公司合約於1978年完結時，環星娛樂老闆張國林的兄長邀請他為「月昇唱片有限公司」作唱片監制，先後推出過「陳浩德暢飲在今宵」、「冷暖人生」及「周玉玲心在响往」唱片專輯，「暢飲在今宵」更獲得金唱片榮譽。「月昇唱片有限公司」老闆於1991年移民後將有關歌曲版權賣给當時已創立「環星」的張國林，有這淵源關係，陳浩德往後所推出的歌曲唱片及大型演唱會均由「環星音樂」及「環星娛樂」全權負責。其後陳浩德與金牌經理人張國忠到了馬來西亞以及新加坡合資經營「影武者製作公司」，在兩地安排香港藝人如周潤發出席商業活動。在公司易手後，陳浩德轉為在香港經營澳門葡國菜食肆，但因為他覺得飲食業比較困身，加上要看廚師臉色做事，所以就將自己的股份轉讓了合伙人。

### 完全重投歌唱事業
踏入1985年至1986年，酒廊仍然非常流行。陳浩德便完全回歸歌唱日子。當時，1970年代組合「巨人三重唱」的已故歌手麥青曾與他一起練歌。而此前他沒有放棄過其歌唱事業，同時仍有涉足其他行業賺錢。他在酒廊全盛期即將結束時到了上海和台灣經營時裝公司（約1992年起）。之後，他一直租錄音室灌錄自己的舊歌與翻唱的歌曲，期間又繼續籌劃演唱會。在經營時裝公司以外，亦到上海音樂學院進修。不過學院設了年齡限制，於是他未能入讀。碰巧陳浩德認識了上海音樂學院的聲樂系主任常老師，獲得對方的賞識（對方聽過他的唱片），並因而得到機會接受學院校長與及常老師十多人給他的面試，終獲取錄。過了數年之後，陳浩德見上海的時裝舖日漸增加，而且外國名牌進駐當地，遂結束時裝生意返回香港發展。他向認識了40多年的女歌手李麗霞（黑妹）詢問能否在其於香港彌敦道開設的酒城Bar City唱歌練聲，結果成事。恆藝亞洲於1999年舉辦演唱會時，他獲邀成為演出歌手。這是他再之正式重拾歌唱事業的轉捩點。此後2002年無綫電視拍攝節目《名曲滿天星》亦令他在香港歌壇的曝光率增加。現時仍不時舉行演唱會（自2002年起不斷舉辦）如2010年的「陳方開心友情對唱演唱會」、2012年的「浩氣柔情演唱會」和2013年的「唱得琪樂演唱會」，又會來往美國紐約、加拿大等地登台演出。閑時會打高爾夫球遊玩（這個興趣始於1990年代陪友人到溫哥華移民時接觸的高爾夫運動）。2017年，為紀念入行45周年，陳浩德舉行「經典重溫45載情演唱會」。他在2012年也舉行過「陳浩德金曲璀璨40周年演唱會」以慶祝入行40周年。
陳浩德原定於2019年11月跟葉振棠及李龍基假伊利沙伯體育館舉行《三生有幸經典再現演唱會2019》，但鑑於社會不穩定，最後延期至2020年5月29日至5月31日舉行。 但最終演唱會因受2019冠狀病毒病疫情影響而宣布取消。

## 感情生活
陳浩德與第一位前女友黎安兒（前香港女演員、香港導演劉偉強妻子）育有一子陳子龍，而與第二位前女友則育有一女陳芷羚。兩段感情皆未能修成正果。其第一段感情的因女方年紀太輕，且不甘心困在陳浩德位於大埔林村的住所而結束；第二段感情就因為彼此性格不合而告終。2017年，陳浩德接受訪問時透露在女兒五、六歲時認識現在的太太。原本他沒有結婚打算，但其太太一直幫忙照顧陳浩德的女兒，而且只有合法夫婦才能在深圳觀瀾湖用同一個會籍打高爾夫球。因此陳浩德決定在十多年前註冊結婚。其現在的太太也喜歡高爾夫球運動。

## 唱片專輯
- 1973年：《百花亭》
- 1974年：《我為你心碎》
- 1978年：《暢飲在今宵》
- 1979年：《冷暖人生》
- 1981年：《父子情》
- 1997年：《陳浩德 : 經典重溫2》
- 2003年：《陳浩德想當年精選》
- 2005年：《金曲迴響30年：陳浩德珍藏專輯》
- 2016年：《陳浩德悠然自德 101》

## 演出作品
電視劇演出
- 1986年：柔情點三八（客串、亞洲電視）[5]

電影演出
- 1986年：夜之女[5]

## 節目嘉賓

### 無綫電視
- 1975年：《歡樂今宵》
- 2002年：《名曲滿天星》（第2、15至17集）
- 2006年：《名曲滿天星》（第15集）
- 2006年：《超級靚聲演鬥廳》
- 2010年：《金曲擂台》（第4集）
- 2015年：《Sunday靚聲王》（第6、13及24集）
- 2017年：《流行經典50年》（第2集）
- 2018年：《流行經典50年》（第46集）
- 2019年：《流行經典50年》（第82集）
- 2019年：《今日VIP》（第214集）
- 2020年：《流行經典50年》（第12、39集）

### 亞洲電視
- 2008年：《樂壇風雲50年》（第4及13集）

## 外部連結
- 陳浩德歌迷會 Chan Ho Tak Fans Club
- 演出者 - 陳浩德 （页面存档备份，存于）